# Ustrine
Ustrine so manjše naselje na otoku Cres (Hrvaška), ki upravno spada pod mesto Mali Lošinj; le-ta pa spada pod Primorsko-goransko županijo.
Ustrine, v katerih stalno živi 27 prebivalcev (popis 2001), so naselje ovčerejcev in ribičev. Naselje leži na okoli 180 mnm visokem hribu, nad jugozahodno obalo otoka, nad zalivom Luka Ustrine, okoli 2 km zahodno od glavne ceste Cres - Osor, do katerega je še okoli 6 km. Iz naselja do zaliva, ki se razprostira med rtoma Ustrinje in Županja, pelje okoli 1 km dolga ozka strma asfaltirana cesta. V zalivu, ki je primeren za sidranje, je lepa peščena plaža. Iz zaliva ali pa od naselja vodi sprehajalna pot  do cerkvice sv. Martina, ki stoji okoli 1,5 km severno od naselja. V bližini cerkvice so našli ostanke rimske zgradbe s kopalnico.
Zaliv Luka Ustrine ima dva kraka. Zaliv odprt je samo zahodnim vetrovom, kljub vsemu pa tu burja močno piha. V obeh krakih zaliva je nekaj kratkih pomolov z globino morja do 2 m.

## Demografija
| Pregled števila prebivalcev po letih | Pregled števila prebivalcev po letih | Pregled števila prebivalcev po letih | Pregled števila prebivalcev po letih | Pregled števila prebivalcev po letih | Pregled števila prebivalcev po letih | Pregled števila prebivalcev po letih | Pregled števila prebivalcev po letih | Pregled števila prebivalcev po letih | Pregled števila prebivalcev po letih | Pregled števila prebivalcev po letih | Pregled števila prebivalcev po letih | Pregled števila prebivalcev po letih | Pregled števila prebivalcev po letih | Pregled števila prebivalcev po letih |
| ------------------------------------ | ------------------------------------ | ------------------------------------ | ------------------------------------ | ------------------------------------ | ------------------------------------ | ------------------------------------ | ------------------------------------ | ------------------------------------ | ------------------------------------ | ------------------------------------ | ------------------------------------ | ------------------------------------ | ------------------------------------ | ------------------------------------ |
| 1857                                 | 1869                                 | 1880                                 | 1890                                 | 1900                                 | 1910                                 | 1921                                 | 1931                                 | 1948                                 | 1953                                 | 1961                                 | 1971                                 | 1981                                 | 1991                                 | 2001                                 |
| 100                                  | 101                                  | 118                                  | 137                                  | 143                                  | 160                                  | 174                                  | 212                                  | 183                                  | 120                                  | 99                                   | 55                                   | 46                                   | 34                                   | 27                                   |